# 丁宝楨

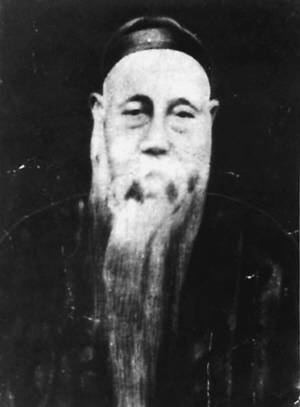
丁宝楨

丁 宝楨（てい ほうてい、Ding Baozhen、1820年 - 1886年）は、清末の官僚。字は稚璜。貴州省平遠（現在の織金県）出身。
咸豊3年（1853年）、進士となり翰林院庶吉士に選ばれる。岩大五率いるミャオ族軍に郷里が包囲されると、団練を組織して戦った。咸豊10年（1860年）に湖南省岳州の知府となり、翌11年（1861年）に長沙知府に異動となった。同治2年（1863年）には山東按察使に、翌3年（1864年）には山東布政使になり、捻軍と戦った。同治6年（1867年）、山東巡撫に昇進。
同治8年（1869年）、東太后の命で宦官は北京を出てはならないという規則を無視した西太后の腹心の安徳海を済南で処刑し、名声を高めた。洋務運動を推進して、同治14年（1875年）に山東機器局を設立した。光緒3年（1877年）に四川総督となり、ここでも四川機器局を創設した。また都江堰の修築に尽力したことでも知られる。光緒12年（1886年）に在職中に死去。

## 著作
- 『丁文誠公奏稿』